# Krixnacore
Krixnacore és un subgènere del hardcore punk que s'inspira en la tradició Hare Krixna. Malgrat que alguns grups de hardcore ja havien fet referència a la consciència Krixna a la dècada del 1980, el subgènere es va establir a principis dels anys 1990 per les bandes Shelter i 108.
L'acadèmic Colin Helb va descriure el krixnacore com la «subcultura d'una subcultura d'una subcultura». El subgènere ha estat rebut amb incredulitat per alguns observadors a causa de les reputades contradiccions entre el punk rock i la filosofia Krixna.

## Història
El punk rock i l'hinduisme van convergir de en alguna ocasió des dels inicis del gènere. La cantant Poly Styrene de la banda anglesa X-Ray Spex es va unir a l'ISKCON després de la ruptura del grup el 1980. A l'escena hardcore punk de Nova York, la principal influència en alguns músics per abraçar l'ISKCON va ser la banda de Washington DC, Bad Brains que, tot i ser rastafaris, «va empeltar una espiritualitat fervent en un gènere d'altra banda nihilista i antitranscendent». Un dels primers membres de l'escena en adoptar la filosofia Krixna va ser John Joseph de Cro-Mags. Les bandes novaiorqueses Antidote i Cause for Alarm van ser de les primers que van començar a explorar la consciència Krixna tant en les seves vides creatives com personals, tot i que l'exemple més notable va ser Cro-Mags en l'àlbum debut The Age of Quarrel (1986), el títol del qual és una traducció del concepte hindú de Kali Yuga que s'ensenya a la filosofia Hare Krixna.
Això no obstant, el periodista musical Eric Caruncho ha assenyalat que la banda filipina The Wuds havia interpretar punk amb influència Krixna ja el 1986.
El grup Shelter es va formar l'any 1991 i és considerat el pioner del krixnacore. Shelter estava format per dos exmembres de Youth of Today, el vocalista Ray Cappo i el guitarrista John Porcelly, que s'havien convertit en devots de Krixna. El gènere també està associat amb el segell discogràfic Equal Vision Records, que va ser fundat per membres de Shelter per a promoure el moviment Krixna. Altres grups primerencs dins del gènere són 108, Refuse to Fall i Prema.

## Característiques
Tot i que el moviment Hare Krixna i straight edge compartien els principis d'abstenir-se del consum de drogues, el vegetarianisme i el rebuig a la promiscuïtat, el primer també va proporcionar un marc transcendent i filosòfic on fer convergir aquests estils de vida.
L'acadèmic Mike Dines afirma que les bandes de krixnacore eren «conscients de la seva pròpia història i estètica» i destaca la importància de la doctrina devocional del bhakti-ioga dins d'aquesta relació amb el vixnuisme: «Ray Cappo, Robert Fish i Vic Dicara no eren mers espectadors del moviment Hare Krixna, sinó que foren ells mateixos devots, llegint i estudiant les escriptures, assistint a conferències i practicant l'estil de vida del devot».